# Linia kolejowa Chomutov – Cheb
Linia kolejowa Chomutov – Cheb (Linia kolejowa nr 140 (Czechy)) – dwutorowa, zelektryfikowana linia kolejowa o znaczeniu krajowym w Czechach. Łączy stacje Chomutov i Cheb przez Karlowe Wary i Sokolov. Przebiega przez terytorium kraju usteckiego i karlowarskiego.